# جون بي مكاي
جون بي مكاي (بالإنجليزية: John P. McKay)‏ هو مؤرخ أمريكي، ولد في 27 أغسطس 1948 في سانت لويس في الولايات المتحدة.